# Марсилий Падуанский
Марсилий Падуанский (лат. Marsilius Patavinus; 1280-е, Падуя — до 10 апреля 1343, Бавария) — средневековый схоласт, политический философ, теоретик светского государства. Написал в 1324 г. знаменитую книгу «Defensor Pacis» («Защитник мира»), малая версия — «Defensor minor» (1342; составлен в ответ на критику соратника по борьбе с папой У. Оккама). В своём трактате «Защитник мира» Марсилий теоретически обосновывает необходимость разделения власти на законодательную и исполнительную, хотя основную часть его труда занимает обоснование отделения церкви от государства.

## Биография
Достоверно известно, что родился Марсилий на севере Италии, в небольшом городе Падуе, давшем герою в чужих краях определительное прозвище «Падуанский» (Paduanis). Но уже относительно времени его рождения единства мнений у исследователей нет: оно обозначается промежутком между 1270 и 1280 гг. Хотя во второй половине XX века многие из них стали склоняться к тому, что Марсилий появился на свет где-то ближе к концу указанного периода. Такое уточнение историки делают на основе косвенных данных, в частности путём анализа сведений, которые содержатся в двух письмах земляка Марсилия, падуанского поэта, драматурга и провинциального политического деятеля Альбертино Муссато. Скорее всего, Марсилий получил хорошее медицинское образование и опыт практикующего врача. Правда, в западных энциклопедиях сообщается, что Марсилий учился ещё и в Орлеанском университете. Мимолётное подтверждение такого биографического факта можно найти в трактате «Defensor pacis», где говорится: «…Автор этой книги сам видел, слышал и знал достоверно, что студенты Орлеана посредством посланий и писем получали из Парижского университета, самого известного и почитаемого, его правила, привилегии и уставы…»
Первая половина жизни Марсилия Падуанского закончилась в 1311 г. его появлением в стенах Парижского университета в роли преподавателя «свободных искусств», вскоре падуанца даже избрали ректором самого крупного факультета университета. В роли ректора общеобразовательного подразделения Марсилий, конечно, не мог не нажить себе многочисленных врагов внутри университета, о которых он упоминает в трактате «Защитник мира». Прежде всего это, видимо, касается части влиятельной профессуры богословского факультета. На взаимоотношениях с коллегами не могло не сказаться увлечение Марсилия аверроизмом, глубоко пустившим корни именно на артистическом факультете. При наличии медицинского образования и сана священника Марсилий Падуанский, конечно, мог пробиться в ряды преподавателей престижных старших факультетов — медицинского или богословского. Однако он более 10 лет преподавал только на артистическом факультете. Творческие позиции Жана Жанденского (Jean de Jandun) сыграли особую роль в становлении Марсилия Падуанского как учёного и политического мыслителя. Их многолетняя дружба и сотрудничество даже дали основание для предположений, что «Defensor pacis» Марсилий и Жан написали вместе. Однако исследования немецких и американских историков в XIX и XX веках опровергли эту гипотезу. Хотя некоторую причастность к трактату Жан Жанденский, безусловно, имел. В частности, он почти сразу перевёл труд Марсилия Падуанского на французский язык, что способствовало широкому распространению идей этого произведения. Из-за идей, озвученных в этой книге и других своих высказываний, ему пришлось бежать из Парижа в Нюрнберг, ко двору Людвига IV Баварского, находившегося в противостоянии с папской курией. В то время двор Людвига IV насчитывал многих врагов римского престола. При дворе Людвига IV Марсилий сумел добиться высокого положения и участвовал в походе Людвига IV на Рим. За его верную службу Людвиг IV, по-видимому, назначил Марсилия на пост архиепископа города Милана, хотя тот и являлся светским лицом. Марсилий, надеявшийся на миротворческую роль императора в Западной Европе, и прежде всего в раздираемой междоусобной борьбой Италии, твёрдо встал на сторону последнего в его затянувшемся конфликте с папством, обосновывая императорство Людовика не только личными качествами, но и «древней и привилегированной кровью». Поддерживая дружеские отношения с Уильямом Оккамом и другими противниками папства, он также написал «De translatione imperii Romani», представлявшего собой комментированный пересказ труда итальянского автора Ландольфо Колонна, Марсилий выполнил заказ императора, написав трактат «De iurisdictione imperatoris in causis matrimonialibus», оправдывающий незаконный, с точки зрения церкви, брак сына Людвига IV. Ему принадлежит неизданное сочинение «Defensor minor» («Защитник меньших»), представляющее собой дополнение и разъяснение положений «Defensor pacis». Видимо, его основа создавалась Марсилием ещё в Париже одновременно с «Защитником мира». В 1327 Марсилий Падуанский вместе с Жанденом был отлучен папой от церкви и осужден как еретик на смерть. На требования выдать Марсилия Падуанского император отвечал отказом и сделал его одним из своих ближайших советников. Составление императорского декрета, смещавшего Иоанна XXII и провозгласившего его «антипапой», приписывается Марсилию Падуанскому. Во время своего пребывания в Италии император поставил Марсилия папским викарием в Риме; в этом сане Марсилий Падуанский наказывал клириков, которые из страха папской цензуры отказывались совершать службы. По возвращении Людвига IV в Германию влияние Марсилия Падуанского при дворе несколько уменьшилось.
Скончался Марсилий Падуанский в 1342—1343 гг. Точная дата смерти также является загадкой для историков. Папа Климент VI в одном из документов от 10 апреля 1343 г. упомянул о нём как о недавно почившем. Но Людовик IV (император Священной Римской империи) в письме папе от 18 сентября 1343 г., обещая выдать еретиков из числа своих придворных, упоминает его. Это дало некоторым исследователям основание говорить о том, что на середину сентября 1343 г. мыслитель был ещё жив. Дескать, император лучше знал судьбы помощников, нежели далёкий понтифик. Однако не исключено, что Людовик IV (император Священной Римской империи) мог просто жульничать, говоря о нём как о здравствующем соратнике.

## Мировоззрение и идеи
Трактат «Defensor pacis», быстро сделавший Марсилия Падуанского известным во многих странах Западной Европы, появился на свет летом 1324 г. Об этом свидетельствует дата его завершения (24 июня 1324 г.), проставленная в конце некоторых рукописных текстов этого произведения, хранящихся в библиотеках и книгохранилищах Западной Европы и США.
Понятие лат. pax (род. п. лат. pacis), в классической латыни имеет несколько значений: 1) мир; 2) мирный договор; 3) покой, спокойствие; 4) содействие, благословение, милость. Учитывая социально-политическую направленность его произведения, слово лат. pax он, несомненно, использует преимущественно в смысле «мир» и «спокойствие». При этом автор тесно увязывает эти два смысла, считая спокойствие в государстве следствием социального мира, являющегося для него, как следует из контекста всей работы, главной земной ценностью. «Этот трактат назван „Защитник мира“, поскольку в нём обсуждаются и разъясняются основные причины, посредством которых гражданский мир, или спокойствие [в обществе], существует и поддерживается, а также причины, по которым возникает его противоположность — борьба, ему препятствующая и его уничтожающая». Сквозной линией трактата «Defensor pacis», глубоко встревожившего католическую верхушку, является аргументированное опровержение её властных амбиций как ведущей и особой причины социальных бедствий тогдашних европейских стран, и в частности родной автору Италии. По мнению Марсилия, подобную причину не знали ни Аристотель, подробно описавший истоки социальных конфликтов, ни философы его эпохи, поскольку она возникла значительно позже и достаточно случайно. Официальная католическая доктрина о политическом верховенстве епископа римского, отмечает Марсилий, «совершенно пагубна для рода человеческого и угрожает нанести непоправимый урон любому сообществу или его части, если мы не положим ей конец»
Марсилий объявил себя комментатором Аристотеля, однако в действительности трактовал его идеи в своих собственных целях. Он опирался на пятую книгу «Политики» Аристотеля, в то время как все остальные комментаторы использовали в основном седьмую и восьмую.
Марсилий утверждал, что разум и вера взаимосвязаны и доказывают друг друга. Однако в отличие от принятого подхода, например Фомы Аквинского, где требуется взаимосвязь между разумом и верой, Марсилий утверждал, что достаточно одного разума, в то время как вера не опровергает, но и не дополняет выводы, сделанные с помощью разума. Марсилий строит свою мысль, опираясь на мирское предназначение человека. Марсилий искажает смысл Аристотеля, говоря, что, видимо, человек — не социальное животное.
Марсилий утверждал, что невозможно познать религиозное предназначение с помощью разума. Говорил, что невозможно доказать бессмертие души с помощью веры. Не рассматривал предназначение человека, используя ступенчатую систему.
Марсилий утверждал, что в делах, зависящих от всех, у каждого должно быть право влиять на ситуацию. Однако подобный подход не означает популизма и демократии, поскольку, в глазах Марсилия, именно король представляет народ.
Тем не менее, Марсилия можно считать основоположником популизма, поскольку он считал, что у каждого индивидуума имеются свои собственные интересы и каждый действует в соответствии со своей природой, поэтому номинально все равны. Он имел перед глазами республиканский строй родного города, где высшую законодательную власть осуществлял, хотя бы формально, избираемый горожанами городской совет, состоящий из тысячи членов. Этот орган назначал подеста, осуществлявшего функции исполнительной власти в городе.
Церковь считала, что поступки и деяния в этой жизни окажут непосредственное воздействия на будущую жизнь, в глазах же Марсилия эти сферы отделены, то есть, хотя грехи действительно зачтутся в следующей жизни, но это не означает, что некий орган может брать на себя полномочия их осуждения в этой жизни.
По мнению Марсилия, в этом мире верховной властью должна являться светская власть.
Марсилий также утверждал, что возможность отпущения грехов священниками и передачи сакраментов церковью находится под сомнением. Марсилий утверждал, что должность священника — чисто символическая, что он не является посредником между Божественным и земным, так же, как не является этим посредником и Римская католическая церковь. Марсилий считал, что народ должен избирать священников, а поскольку король представляет народ, то он и должен был избирать папу римского.
По мнению Марсилия, с крещением Константина церковь превратилась в грешную организацию, не исполняющую свои функции в соответствии с Божьим промыслом.
Марсилий также высказал идею разделения властей на две ветви: законодательную и исполнительную. Схоласт считал, что законодательная власть («право создавать и утверждать законы с принудительным предписанием их соблюдения») должна принадлежать народу («общей массе граждан или её преобладающей части») или выборным («тому или тем, кому граждане его доверили»).
В Авиньоне после знакомства с произведением была создана комиссия кардиналов и богословов для идеологической оценки основных положений «Защитника мира». Пять из них в октябрьской 1327 г. булле папы Иоанна XXII определялись в качестве особо злостных и нетерпимых. Но и после этого папа не раз недобро отзывался о трактате. Тем более что по распоряжению Людвига IV в конце 1329 г. в Мюнхене были проведены публичные дебаты по вопросу взаимоотношений папы и императора. Под влиянием идеи Марсилия Падуанского о необязательности церковной коронации монарха немецкие курфюрсты в 1338 г. постановили, что свободно избранный император не нуждается в папском утверждении.

## Значение
Наглядным доказательством широкого общественного интереса к «Defensor pacis» служат многократные тиражирования этого произведения и его переводы на основные европейские языки. К середине XX века в библиотеках и книгохранилищах Европы и Америки было обнаружено более 30 рукописных экземпляров трактата Марсилия, сотворенных в основном в XIV и XV столетиях. Такое число сохранившихся манускриптов свидетельствует о распространённости трактата в указанное время. Тогда его читали преимущественно на латинском и отчасти французском языках. Но уже в 1363 г. был осуществлён перевод трактата на третий язык — итальянский. Потому «венецианская рукопись» трактата является одной из старейших среди всех известных. Внимание к произведению многократно возросло с началом Реформации. В 1522 г. появилось первое печатное издание «Defensor pacis» на латинском языке. В 1533—1535 гг. «Защитник мира» был издан в английском переводе, а в 1545 г. его растиражировали уже на немецком языке. Интерес к труду Марсилия Падуанского не ослабевал и в XVII веке: с 1599 по 1692 г. из европейских типографий вышло не менее семи новых изданий «Защитника мира»1. В ответ папство неизменно зачисляло каждое новое издание в список запрещённых книг, а защитники ортодоксального католицизма (Альварий Пелагий и Конрад Мегенбергский в XIV веке, Альберто Пигио в XVI веке) отвечали покойному Марсилию своими полемическими трактатами. Уже в середине XIV века, как доказывает посвященный французскому королю Карлу V трактат Филиппа де Мезьера «Somnium Viridarii» («Сновидения фруктового сада»), доводы Марсилия Падуанского использовались вождями «Жакерии» и других революционных движений.
Чёткое разграничение в «Защитнике мира» компетенции законодателя и правителя, а также обоснование ответственности второго перед первым свидетельствуют о том, что Марсилий задолго до Джона Локка и Шарля-Луи де Монтескьё, считающихся отцами концепции разделении властей, теоретически подразделил государственную власть на две ветви. Недаром средневековый мыслитель называет законодателя первой действующей причиной государственной власти, тогда как второй её причиной, которую, по его словам, можно назвать исполнительной или инструментальной, является правитель К числу его научных заслуг следует отнести и внедрение в сознание современников представлений о верховенстве светской власти в жизни общества, которые позже Жан Боден обозначит термином государственного «суверенитета». Но если Боден — ярый приверженец монархии — обосновывал суверенитет короля, то Марсилий имел в виду верховенство народа. Тем самым, по словам американского исследователя Э. Баркера, Марсилий, опираясь на положения и аргументы Аристотеля, в новых условиях и в новом оформлении вывел идею, предвосхищающую Жан Жака Руссо.
Последовательно рассматривая территориальный и политикорежимный смыслы королевства, Марсилий делает попытку обобщить различные признаки и свойства государственной власти. В итоге он вплотную подходит к толкованию термина «regnum» как политического сообщества в целом, став в этом отношении предшественником Никколо Макиавелли, который считается творцом понятия «государство». В XVII—XVIII веках этот трактат изучали философы и правоведы, специализировавшиеся на проблемах государственного и церковного права. Многие из них считали Марсилия предвестником и идейным наставником Макиавелли.
Его мысль шла наперекор всему общественному развитию того времени, а потому не могла быть принята. Иначе говоря, идеи великого падуанца родились слишком рано, чтобы быть воплощёнными на практике при его жизни. Но, появившись на свет, они дали мощный толчок развитию политической мысли позднего Средневековья, стали основой различных доктрин эпохи Возрождения и буржуазных революций, касающихся взаимоотношений церкви и государства.